# 英國廣播公司商業分支
英國廣播公司商業分支有限公司（BBC Worldwide Limited）是英国广播公司全资的商业附属机构，由BBC Enterprises于1995年重组而成。2011年3月31日前的一年，英國廣播公司商業分支总体利润上升10.3%，到了1.6亿英镑，有史以来最高水平。2018年4月由BBC工作室取代。